# Залізний бунт
«Залізний бунт» — науково-фантастичний роман українського  письменника Володимира Владка, що є значно переробленим та доповненим варіантом меншого за розмірами роману «Ідуть роботарі», вперше виданого 1929 року, а вже наступного був перекладений білоруською. За критеріями свого часу описувався як повість. Доповнене видання вийшло 1936 року, а 1967 відбулося перевидання як роману (також у перекладі на російську мову) видавництвом «Веселка» з ілюстраціями Костянтина-Вадима Ігнатова. В 1971 році роман увійшов до збірки Владка в п'яти томах. За незалежної України роман «Ідуть роботарі» було опубліковано в складі антології української фантастики 1920-х років «Атом у запрязі» за виданням 1931 року.

## Сюжет
Події відбуваються в якійсь капіталістичній країні з натяком на США. Джонатан Хаустон є володарем машинобудівних заводів, які перестали працювати — робітники оголосили багатоденний страйк з вимогою підвищити заробітну плату. З'являється чутка, що компанія Хаустона має намір поставити до верстатів замість живих робітників кібернетичних роботів на безпровідному живленні. Репортер газети «Стар» Тім Кроунті починає журналістське розслідування, коли новина з'являється у впливовому журналі «Файненшл Ворлд». Головний редактор Джон Мортон також зацікавлений в розслідуванні і певний, що краще за Тіма з цим не справиться ніхто.
Хаустон на подив усіх приймає Тіма, хоч той репортер майже комуністичної газети. Він підтверджує, що його компанія вже почала виробляти роботів. На сумнів репортера Хаустон демонструє зразок грубої й потужної кібернетичної машини. Джонатан робить це зумисне, щоб Тім Кроутні описав робота в новинах і цим мимоволі залякав страйкарів. Хаустон запевняє — роботи слухаються тільки його, не вимагають ні зарплати, ні відпочинку, тому скоро замінять всіх робітників і це означатиме перемогу капіталізму в протистоянні з соціалізмом.
Кроутні розуміє, що ніщо не завадить Хаустону використати роботів для силового придушення страйків і навіть війни. Репортер дізнається про містечко Нью-Гарріс, де вже третій місяць триває страйк працівників. Саме туди спрямовано роботів штрейкбрехерів, але страйкарі не пропускають нікого на заводи. Тім знайомиться з інженером Томасом Бірзом, що мав стосунок до розробки роботів, а зараз їде до знайомої, Мадлени Стренд.
Тім повідомляє комітету страйкарів, що роботи не вигадка, а цілком реальна загроза. Голова комітету, Боб Лейслі, вказує репортеру, що Мадлен щось знає про керування роботами. До них приходить представник організації «Бойові хрести» Гордон Блек з вимогою припинити страйк, або наслідки будуть дуже серйозними. Тим часом Томас розповідає Мадлен, що роботи — його винахід. Закоханий в Мадлен, він пропонує їй разом з ним очолити армію роботів та з їх допомогою виконати будь-яке її бажання.
Зранку на завод в Нью-Гаррісі, в оточенні «Бойових хрестів», показово вводять роботів. Мадлен дізнається, що Тім керує ними зі свого кабінету. Тім відшукує її та розповідає чим загрожують роботи робітникам і всьому світу. Мадлен каже, що не кохає Бірза, але поважає його винахід. Тим часом акції Джонатана Хаустона різко ідуть вверх, а утримання роботів обходиться дешевше, ніж живих працівників. Томас Бірз присилає штрейкбрехерів до комітету страйкарів та вимагає припинити страйк вранці. Комітет саморозпускається, але не полишає боротьби.
Мадлен вказує, що всі роботи живляться через радіохвилі з єдиного джерела. Тім і Мадлен пробираються на завод, переодягнувшись мийниками вікон, де бачать зламаного робота. Приходить Бірз, демонструючи пульт («генератор» команд) керування роботами, щоб полагодити його. Страйкарям вдається дістати запасний пульт, Тім з другом Джиммі Смайлзом проникають на завод і випробовують пульт на роботі, але марно.
Бірз помічає діяльність пульта і скоро викриває Тіма й Мадлен. Він погрожує перейти до рішучіших дій. На зв'язок з ними виходить переслідуваний за своє походження вчений Лінкольн Джеферсон. Він обіцяє провести дослід із заглушування керівного сигналу Бірза. Тим часом впровадження роботів тільки сприяє розвитку підпілля і в країні назріває загроза повстання. Гордон Блек береться арештовувати страйкарів і їхніх спільників. Мадлена приходить на таємні збори, де розповідає про здатність роботів до самонавчання і послідовність керування, але тут місце зборів викривають, а Мадлен заараштовують.
З тюремної камери Мадлен передає алгоритм керування роботами. Тім, Боб і Джиммі пробираються до лабораторії Мадлен, де отримують повідомлення від Джеферсона. Той отримав відомості від Мадлен і готовий взяти керування роботами для себе. Але слід організувати страйк, щоб відвернути увагу армії та поліції. Бірз же, довідавшись про арешт Мадлен, наказує негайно відпустити її. Він не вірить у можливість зламати його роботів і виставляє їх на охорону заводу поряд з армією.
На майдані біля заводу збирається мітинг, проти якого виводять броньовики і солдатів, що починають стрілянину. Під командуванням Боба Лейслі вдається знеструмити місто і захопити зброю, з якою дати відсіч. Але Нью-Гарріс оточує ще більша армія. Хаустон пропонує будь-які гроші Бірзу, аби тільки його заводи було врятовано. Той добивається ввімкнення живлення і виводить роботів на бій. Та за кілька хвилин Джеферсон посилає свій сигнал, яким перехоплює керування. Штрейкбрехери обертаються проти Хаустона з Бірзом і розтоптують їх. Тім знаходить Мадлен і разом вони приєднуються до революції, що спалахнула в Нью-Гаррісі.

## Екранізація
- «Загибель сенсації» — радянський фільм 1935 року режисера Олександра Андрієвського за мотивами роману.

## Сприйняття
Згідно з Володимиром Бурбаном із «Дзеркала тижня», «Ідуть роботарі» перегукується з п'єсою «R. U. R.» (1920) Карела Чапека чи «Бунтом машин» (1924) Олексія Толстого, проте за наявності запозичень українська фантастика прагнула знайти власний стиль у часи, коли її школа ще не сформувалася.
Родіон Хом'яков із проєкту «Амнезія» відгукнувся про «Залізний бунт», що питання про те чи не замінить автоматизація людську працю лишаються актуальними; проте Владко відповідає на них не дуже переконливо. Фантастичні деталі, як-от роботи, стали цілком буденними, а уявлення про світ із чорно-білою мораллю, де капіталізм «спаяний в єдине ціле з урядом і безвідмовними фашистськими штурмовиками» — став фантастичним.